# Маліновскоє
Маліновскоє (рум. Malinovscoe) — село в Ришканському районі Молдови. Адміністративний центр однойменної комуни, до складу якої також входить село Луперія.
Більшість населення - українці. Згідно з переписом населення 2004 року - 1112 осіб (89%).